# Restaurant Gundel

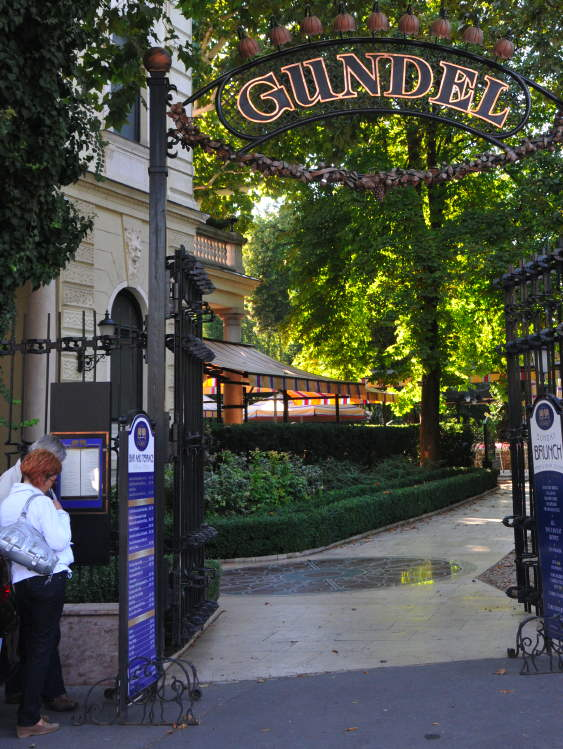
Eingang zum Restaurant Gundel

Das Restaurant Gundel (ungarisch Gundel étterem) ist ein Restaurant in Budapest. Es zählte in der ersten Hälfte des 20. Jahrhunderts zu den exklusivsten Restaurants in Europa und konnte seit den 1990er Jahren wieder an diesen Ruf anknüpfen.

## Lage
Das Gundel befindet sich in der Gundel Károly út 4 im Budapester Stadtwäldchen im XIV. Bezirk, direkt neben dem Haupteingang des Budapester Zoos. Vom Heldenplatz ist es zu Fuß in 5 Minuten zu erreichen.

## Geschichte
Die Geschichte des Gundel geht auf Johann Gundel zurück, der mit 13 Jahren sein Elternhaus im bayrischen Ansbach verließ und zu seinem Verwandten nach Pest aufbrach. Unterwegs begegnete er Eduard Sacher, damals Lehrling im Delikatessengeschäft seines Vaters Franz Sacher in Wien. Die beiden freundeten sich an, und Johann begann bei Franz Sacher eine Ausbildung. Nach deren Abschluss, 1857, setzte Johann Gundel seine Reise nach Pest fort, wo er eine Zeit lang im Wirtshaus seines Verwandten als Piccolo arbeitete und nebenher eine Kellnerschule besuchte.
Durch seine Qualifikation erhielt er eine Anstellung als Oberkellner im eleganten Budapester Goldenen Adler, heiratete später und erwarb 1879 sein erstes eigenes Restaurant, die Wiener Bierhalle. Dann kamen hinzu: das Gasthaus Blumenstöckl und das Hotel István Főherczeg, das sich bald mit den großen Hotels in München und Wien messen konnte. 1915 starb Johann Gundel im Alter von 69 Jahren. Sein Sohn Károly Gundel hatte vorsorglich schon seit 1910 die Geschäfte des Vaters übernommen.
Károly Gundel beherrschte vier Fremdsprachen, hatte im heimischen Unternehmen das Fach von Grund auf gelernt und ging danach auf Wanderschaft nach Deutschland, Frankreich, England und in die Schweiz. Mit 25 Jahren kehrte er zurück nach Budapest und übernahm das Restaurant Wampetich im Stadtwäldchen. Von 1920 bis 1925 pachtete er außerdem das Restaurant des Hotel Royal und 1927 bis 1948 die Restaurants im Hotel Gellért. Mit seiner Frau und seinen insgesamt 13 Kindern bewohnte er das Obergeschoss des Wampetich. Károly Gundel kreierte zahlreiche Speisen, darunter die berühmten Gundel-Palatschinken mit Nuss-Rosinen-Rum-Füllung und Rum-Schokoladensoße.
Ab 1910 stieg der Ruf der Familie Gundel. 1937 wurde Károly Gundel von der Regierung beauftragt, das Bankett für den Besuch des italienischen Königs Vittorio Emanuele zu organisieren. 1945 benannte er das Restaurant Wampetich in Gundel um. 1949 wurden das Gundel und das Restaurant Gellért verstaatlicht. 1956 verstarb Károly Gundel, erblindet, nach mehreren Operationen.
1980 wurde das Gundel unter Denkmalschutz gestellt, konnte aber seit der Verstaatlichung nicht mehr an den Glanz vergangener Zeiten anknüpfen. Ronald S. Lauder und George Lang (György Láng), ein in den USA lebender ungarischer Gastronom, kauften das Gundel 1991 vom Staat zurück, mit der Intention, „… das Restaurant zu früherer Größe und in die Reihe Europas feinster und vornehmster Lokale zurückzuführen“. So findet man auf der neuen Speisekarte Spezialitäten aus den wichtigsten Küchen der Welt ebenso wie traditionelle ungarische Gerichte. 1999 zählte der Sydney Morning Herald das Gundel zu den zehn besten Restaurants der Welt, und das zeigt sich auch an Persönlichkeiten, die das Gundel im Laufe der Zeit besuchten. Hier dinierten unter anderem Albert von Monaco, Jacques Chirac, Königin Elisabeth II., Otto von Habsburg, Hillary Clinton, Johannes Paul II., George Pataki, György Solti und Tony Curtis. Im Jahr 2000 konnte der einmillionste Gast begrüßt werden.

## Innenarchitektur und Stil
Der Speisesaal des Restaurants ist im Stil der Jahrhundertwende gehalten. Die Decke schmücken große Jugendstil-Lampenschirme. Der Boden ist mit einem eigens entworfenen hellen Teppichboden ausgelegt, der mit Variationen des Gundel-Logos mit zwei stilisierten Elefanten geschmückt ist. In der Mitte des Saals steht ein erleuchtetes Podest, das eine große Porzellanvase mit Rosen trägt. Etwa ein Drittel des Saals ist leicht erhöht angelegt und beinhaltet vor allem große Tische und bietet Platz für eine lange Festtafel. Im restlichen Bereich ist vorwiegend Platz für kleinere Tische.
Zur Unterhaltung der Gäste spielt eine siebenköpfige Zigeunerkapelle unter der Leitung von György Lakatos Original-Zigeunermusik und ungarische Volkslieder, aber auch Werke von Franz Liszt, Johannes Brahms oder Zoltán Kodály. Eine Gundel-Sammlung, die im hauseigenen Museum untergebracht ist, umfasst unter anderem Werke der berühmtesten ungarischen Maler, darunter Mihály Munkácsy, Rezső Burghardt und Lajos Márk. Auch eine Dauerausstellung des Museums für Handel und Gaststättengewerbe ist dort untergebracht.
Ein weiteres Schmuckstück im Gundel ist der in Weiß und Gold gehaltene, im Rokokostil erbaute Königin-Elisabeth-Ballsaal mit seinen venezianischen Kronleuchtern. Zu guter Letzt bietet das Gundel einen Weinkeller, in dem sich einheimische Weine aus dem Südbalaton ebenso finden wie internationale Spitzenweine.

## Speisekarte
Das Restaurant Gundel bietet eine Mischung aus internationalen Spezialitäten und traditioneller ungarischer Küche. Dabei bietet die Karte durchaus Möglichkeiten, à la carte zu moderaten Preisen zu speisen, während beispielsweise das Fünf-Gänge-Menü Gundel Sonata mit über 150 Euro pro Person zu Buche schlägt.

## Kontroverse über das aktuelle Niveau
Seit der Wiedereröffnung Anfang der 1990er Jahre hat man versucht, an den legendären Ruf aus der ersten Jahrhunderthälfte anzuknüpfen. Inwieweit dies gelungen ist, ist hingegen umstritten. Überwiegt generell das Lob für das Restaurant, äußert der Restaurantkritiker Richard Vines mit Hinblick auf die enormen Preise Kritik an Küche und Service, während auch er das Ambiente ausdrücklich lobt.